# Cheng I-ching
Pour les articles homonymes, voir Cheng.
Dans ce nom chinois, le nom de famille, Cheng, précède le nom personnel I-ching.
Cheng I-ching (en chinois : 鄭怡靜 ; pinyin : Zhèng Yíjìng), née le 15 février 1992 dans le district de Guiren à Tainan, est une pongiste taïwanaise. Elle remporte la médaille de bronze du double mixte avec son compatriote Lin Yun-ju lors des Jeux olympiques d'été de 2020.
Elle est actuellement également étudiante à la maîtrise au Département d'éducation physique de l'Université catholique Fu Jen.

## Palmarès

### Jeux olympiques
- Médaille de bronze du double mixte aux Jeux olympiques d'été de 2020[3].

### Championnats du monde
- Médaille d'argent du double mixte aux Championnats du monde de tennis de table 2017.
- Médaille de bronze par équipe aux Championnats du monde de tennis de table par équipes 2016

### Championnats d'Asie
- Médaille de bronze par équipe aux Championnats d'Asie de tennis de table 2019

### Universiade
- Médaille d'argent du simple dames à l'Universiade d'été de 2017
- Médaille d'argent du double dames à l'Universiade d'été de 2015
- Médaille d'argent par équipe à l'Universiade d'été de 2015
- Médaille d'argent par équipe à l'Universiade d'été de 2011
- Médaille de bronze par équipe à l'Universiade d'été de 2017
- Médaille de bronze du double mixte à l'Universiade d'été de 2015
- Médaille de bronze par équipe à l'Universiade d'été de 2011